# 寺前正雄
寺前 正雄（てらまえ まさお、1972年5月2日 - ）は、大阪府大阪市城東区出身の元プロ野球選手（投手）。右投右打。

## 来歴・人物
北陽高時代は、エースとして2年秋の府大会ベスト4で入来祐作が先発のPL学園に完封、近畿大会では初戦で育英高の戎信行と投げ合って完封すると続く天理高戦では南竜次との投手戦で惜敗するがベスト8。3年次の1990年に春のセンバツに出場しベスト4に進出。準決勝の新田戦では延長17回を戦い、238球を投げて17奪三振の快投を見せたがサヨナラ本塁打を打たれ敗れた。この新田の宮下典明とは後に近鉄でチームメイトとなる。夏は府大会準決勝で宮田正直が先発の上宮高に敗退。
1990年のプロ野球ドラフト会議で、近鉄バファローズから小池秀郎の外れ1位指名を受け入団。入団当時は背番号18を与えられた。
1996年シーズン終了間際にプロ入り初の一軍昇格を果たすと、9月24日の対ダイエー戦で、鈴木貴久の代走という、投手としては異例の形でプロ初出場を果たした。その同月26日にプロ初登板で3者連続三振というデビューを果たし、シーズン最終ではプロ初先発を勤めた。
1997年には開幕直後に1軍登録され、先発ローテーション入りを果たした。完投するなど遅まきながら活躍するかと思わせたが、打線の援護に恵まれない等結果を残せず、未勝利に終わる。
1998年限りで近鉄を自由契約となる。
1999年は阪神タイガースに移籍したが、阪神では一軍に昇格すら果たせずシーズン終了後に戦力外通告を受ける。オリックスの入団テストが不合格となったのを機に一軍未勝利のまま現役を引退。引退後は実家（運送業）を継ぐと発表された。
高校時代は変則的オーバースローのフォームだったため、アルバトロス投法と名づけられていた。しかし、プロに入った後すぐに矯正される。
また身長186センチのスラリとした長身・長脚に彫りの深い顔立ちで、女性ファンが多かった。

## 詳細情報

### 年度別投手成績
| 年 度     | 球 団     | 登 板 | 先 発 | 完 投 | 完 封 | 無 四 球 | 勝 利 | 敗 戦 | セ 丨 ブ | ホ 丨 ル ド | 勝 率 | 打 者 | 投 球 回 | 被 安 打 | 被 本 塁 打 | 与 四 球 | 敬 遠 | 与 死 球 | 奪 三 振 | 暴 投 | ボ 丨 ク | 失 点 | 自 責 点 | 防 御 率 | W H I P |
| --------- | --------- | ----- | ----- | ----- | ----- | -------- | ----- | ----- | -------- | ----------- | ----- | ----- | -------- | -------- | ----------- | -------- | ----- | -------- | -------- | ----- | -------- | ----- | -------- | -------- | ------- |
| 1996      | 近鉄      | 2     | 1     | 0     | 0     | 0        | 0     | 1     | 0        | --          | .000  | 25    | 6.1      | 5        | 1           | 1        | 0     | 0        | 8        | 1     | 0        | 4     | 4        | 5.68     | 0.95    |
| 1997      | 近鉄      | 7     | 5     | 1     | 0     | 0        | 0     | 4     | 0        | --          | .000  | 127   | 26.2     | 27       | 3           | 22       | 0     | 1        | 8        | 1     | 0        | 19    | 14       | 4.73     | 1.84    |
| 通算：2年 | 通算：2年 | 9     | 6     | 1     | 0     | 0        | 0     | 5     | 0        | --          | .000  | 152   | 33.0     | 32       | 4           | 23       | 0     | 1        | 16       | 2     | 0        | 23    | 18       | 4.91     | 1.67    |

### 記録
- 初出場：1996年9月24日、対福岡ダイエーホークス24回戦（藤井寺球場）、9回裏に鈴木貴久の代走で出場
- 初登板：1996年9月28日、対千葉ロッテマリーンズ22回戦（千葉マリンスタジアム）、8回裏に5番手で救援登板・完了、1回無失点
- 初奪三振：同上、8回裏に諸積兼司から
- 初先発：1996年10月6日、対千葉ロッテマリーンズ26回戦（藤井寺球場）、5回1/3を4失点で敗戦投手
- 初完投：1997年4月27日、対オリックス・ブルーウェーブ3回戦（大阪ドーム）、9回8失点（自責点5）で敗戦投手

### 背番号
- 18 （1991年 - 1993年）
- 52 （1994年 - 1998年）
- 58 （1999年）